# آن بريسكو
آن بريسكو (بالإنجليزية: Anne Briscoe)‏ هي عالمة كيمياء حيوية أمريكية، ولدت في 7 أغسطس 1918، وتوفيت في 16 أبريل 2014.